# دانشگاه آنلاین
دانشگاه آنلاین یا آموزش از راه دور یا آموزش مجازی به کلاس‌های آموزشی گفته می‌شود که با بهره‌گیری از تکنولوژی‌های مدرن آموزشی به دانش جویان صرف نظر از سن و محل جغرافیایی زندگی آن‌ها آموزش می‌دهد.
روش تدریس در اینگونه مراکز معمولا به دو صورت است:
1.استاد به صورت برخط سر کلاس حاضر شده و به تدریس می پردازد.
2.فیلم هایی از تدریس استاد ضبط می شود و در اختیار دانشجویان قرار می گیرد.

## تعریف دانشگاه آنلاین
دانشگاه آنلاین در واقع شکل پیشرفته آموزش از راه دور (به انگلیسی: Distance education)و روش نوینی است که امروزه روشی پرطرفدار برای آموزش افراد مختلف جامعه به کمک تکنولوژی و اینترنت است. در این روش افراد به صورت انفرادی و غیرحضوری در دوره‌های مختلف شرکت می‌کنند و فاصله مکانی و زمانی در فرایند آموزشی آن‌ها تأثیری ندارد.
دانشگاه آنلاین آموزش و فراگیری به صورت آکادمیک و علمی و منطبق با اصول تعلیم و تعلم دانشگاه‌های سنتی است اما در این روش دانشجویان می‌توانند با حداقل حضور یا بدون هیچ‌گونه حضور فیزیکی در کلاس، با تکنولوژی‌های نوین و اینترنت در دانشگاه ثبت نام نموده، دروس مورد نظر خود را از میان دروس ارائه شده انتخاب نمایند، از جلسات دروس استفاده نمایند، امتحان داده و با استاد و همکلاسیهایشان ارتباط نوشتاری، صوتی و تصویری برقرار کنند. دانشگاه ابزارهایی را در اختیار مدیران و استادان قرار می‌دهد که بتوانند وظایف خود را از طریق اینترنت و به صورت آنلاین انجام دهند. دانشگاه آنلاین مدارک قابل قبول نیز ارائه می‌کند.
در تعریفی دیگر از این امکان به عنوان آموزش از راه دور، یاد شده است. این نوع  آموزش یادگیری برنامه‌ریزی شده ای است که در آن معمولاًیادگیری و آموزش در محیط‌های جدا از هم صورت می گیرند. به همین دلیل آموزش از راه دور، به تکنولوژهای ارتباطی و نهادی برای طراحی و برنامه‌ریزی آموزش نیازمند است. یادگیری از راه دور فقط بر روی نیازهای یادگیرنده برای رابطه با مدرس تمرکز می کند، درحالی که آموزش از راه دور باید شامل دو طرف ارتباط، یعنی مدرس و یادگیرنده باشد.
آموزش از راه دور متفاوت از آموزش الکترونیکی (به انگلیسی: Online Learning, e-Learning) است. در واقع آموزش الکترونیکی از زیرشاخه‌های آموزش از راه دور است که در آن ارتباط مدرس و یادگیرنده به تکنولوژی اینترنت محدود می شود. در آموزش از راه دور، ارتباط مدرس و یادگیرنده می‌تواند از طریق نامه نگاری، رادیو، تلویزیون،تلفن، ویدئو کنفرانس یا اینترنت و شبکه‌های اجتماعی باشد.

## تاریخچه
آموزش از راه دور از قرن بیست رایج بود و قبل از جهانی شدن تلویزیون و رادیو کارایی چندانی نداشت اما با اضافه شدن شبکه جهانی اینترنت انقلاب شگرفی در آموزش از دور به وجود آمده‌است امروزه دانشگاه‌هایی مانندآکسفورد- هاروارد و استنفورد نیز مجبور شده‌اند برای عقب نیفتادن از دانشگاه‌های نوین دوره‌های آنلاین با اعطای مدرک معتبر حتی در رشته‌های فنی برگزار کنند. امروزه روزنامه‌ها ومجلات معتبر نیز در رقابت با روزنامه‌های آنلاین مجبور به توقف چاپ کاغذی خود شده‌اند دائرةالمعارف‌ها یا دیکشنری‌های یا ویکی‌پدیاهای کاغذی مانندبریتانیکا در مقایسه با ویکی‌پدیا آنلاین در حال افول بوده و ناچار است چاپ کاغذی خود را متوقف کند.[

## مزایای دانشگاه‌های آنلاین
امروزه دانشجو می‌تواند به اعماق اقیانوسها سفر کند و پژوهش انجام دهد- به دور افتاده‌ترین مناطق دنیا برود و به داخل موزه‌های مشهوری مانند موزه بریتیش یا لوور برود
و یا به مهم‌ترین کتابخانه‌ها وارد شود و کتاب یا مجله‌های علمی مورد نظر را انتخاب و تحقیقات انجام دهد بدون اینکه از پشت مانیتور کامپیوتر خود دور شود همه این گشت و گذارها فقط در فضای مکانی میز کار و در مانیتور کامپیوتر انجام می‌شود.
مدارس و مراکز آموزشی و دانشگاه‌های آنلاین در مقایسه با دانشگاه‌های سنتی مزایای بسیار زیادی دارند.
نیم میلیون کلاس آنلاین و هزاران رشته تحصیلی وجود دارد دانشگاه کالیفرنیا - استنفورد- فینکس- ام آی تی – مدارک معتبر می‌دهند.
1. صرف جویی در وقت
2. صرف جویی در هزینه
3. آرامش بیشتر
4. تحقیقات عمیق ترو بهره‌گیری افزونتر
5. فراگیر بودن

## دگرگونی‌های جهشی
دانشگاه‌های آنلاین - آموزش عالی را به‌سرعت متحول کرده‌اند. ورود به دانشگاه‌های معتبری مانند هاروارد- آکسفورد- استنفورد و… برای هر کسی مقدور نبود.
اما اینک به همت دستاوردهای تکنولوژی امکان درس خواندن در این دانشگاه را برای همه میسر می‌شود.
پیشرفت جهشی در اینترنت و وب سایتها باعث ساده‌تر شدن و افزایش موسسات آموزش مجازی یا معنوی شده‌است. در سال ۱۹۹۶ دانشگاه جونز اولین دانشگاه آنلاین را راه اندازی کرد.
در حالت عادی یک دوره تحصیلی چهار ساله در استنفورد ۱۶۰ هزار دلار برای یک دانشجو هزینه دارد اما این دوره‌های تازه رایگان است. در آکسفورد هزینه یک دوره دکترا که اساساً پژوهشی است بیستر از ۵۰۰٬۰۰۰ پوند است؛ و حدود ۵ سال دانشجو باید در محل حضور می‌داشت که هزینه‌ها و اتلاف وقت زیادی را باعث می‌شد امروزه دانشگاه‌های سنتی تأکید بر حضور فیزیکی دانشجو در فضاهای دانشگاه را رها نموده و در عوض دانشجویان را تشویق می‌کنند که حضور در فضاهای مجازی دانشگاه داشته باشند دانشجو با در اختیار گرفتن کد و رمز ورود به موسسات مجازی دانشگاه‌ها مانند کتابخانه - آزمایشگاه اتاق‌های تدریس مجازی و… حضور جسمانی خود در دانشگاه را به حضور روحی و مجازی تبدیل می‌کنند. دانشگاه آنلاین یودسیتی جزو اولین دانشگاه‌هایی است که در رشته‌های فنی و مهندسی و پزشکی نیز آنلاین دانشجو می پزیرد.
در این دانشگاه آنلاین که یودَسیتی کلیک Udacity نامیده می‌شود بیش از ۱۰۰ هزار دانشجوی علوم کامپیوتر تحصیل می‌کنند.

## هدف
هدف دانشگاه‌های آنلاین این است که امکانات تحصیل در سطوح بالا را برای همه فراهم کند. به‌طوری‌که هر کسی از هر جای دنیا بتواند در دانشگاه خوبی تحصیل کند. امکانات دانشگاهی خوب فقط در نباید در دسترس عده خاصی باشد.
هر واحد درسی عبارت است از تماشای یک سری دوره آنلاین و فراگیری آن و گذراندن چند امتحان و تکالیفی که باید انجام و فرستاده شود.
کلاس‌های درس به شکل معمولش برای بسیاری از دانش‌آموزان مناسب نیست. سرعت تدریس برای آن‌ها گاهی زیاد و گاهی هم کم است. آن‌هایی که سرعت یادگیریشان پایین‌تر است، با آن که کار بیشتری رویشان می‌شود، نمره پایینی می‌گیرند و به مرور زمان انگیزه خود را از دست می‌دهند. دوره‌های آنلاین سعی دارددر یودسیتی کاری کنیم که هر فرد با سرعت خود پیش برود.
افرادی که پشتکار و علاقه کافی دارند که تا انتهای کار و گرفتن مدرک به پیش روند، به احتمال زیاد شغل خوبی در انتظارشان است چیزی که به تأمین بودجه یودسیتی هم کمک می‌کند.
با توجه به این که خرج برگزاری کلاس‌های آنلاین در مقایسه با کلاس‌های معمولی خیلی پایین‌تر است، ما با همان مبلغ کم که از شرکت‌ها می‌گیریم، می‌توانیم همه هزینه‌ها را تأمین کنیم."
سباستین ترون، استاد دانشگاه استنفورد
عمده تجهیزات آموزشی شامل یک تبلت با یک دوربین و میکروفون است. بعد از ضبط تصاویر را به هم می‌چسبانند و روی وب قرار می‌دهند.

## نظر پژوهشگران
بسیاری از پژوهشگران معتقدند این روش آموزش بسیار مؤثر و کاراتر است:
تأثیرگذار بودن آموزش آنلاین روی دانشجویان غیر  قابل انکار است. دانشجویان از گروه‌های سنی مختلف و از کشورهای گوناگون از بنگلادش و چین تا آفریقای جنوبی هستند. دامنه بزرگی از کارکنان بیمارستان تا مادرانی که به تنهایی فرزندانشان را سرپرستی می‌کنند و از پس هزینه‌های دانشگاه برنمی‌آیند را شامل می‌شود.
با توجه به استقبال جهانی از دانشگاه آنلاین، تعداد دوره‌های آموزشی فشرده آنلاین روز به روز در حال افزایش است. یکی دیگر از این دوره‌ها یودمی نام دارد که هدفش دموکراتیزه کردن آموزش است. یک نوع بازار رقابتی آموزش که هر کسی می‌تواند دوره‌های آموزشی خودش را با هزینه‌ای که در نظر دارد روی سایت بگذارد.
دانشگاه فینیکس هم نمونه دیگری است که در ازای هزینه‌ای مشخص دوره‌های آموزشی ارائه و در انتهای دوره مدرک معتبری به دانشجو می‌دهد.
دانشگاه‌ام‌آی‌تی هم اخیراً اولین دوره آنلاین رایگانش را روی ام‌آی‌تی اکس کلیک MITx گذاشته است که به زودی به تعداد این دوره‌ها افزوده خواهد شد.
علاوه بر همه این‌ها حدود نیم میلیون کلاس آنلاین در هزاران رشته تحصیلی در بخش آی‌تیونز یو iTunesU برای کاربران اپل روی آی‌تیونز موجود است.
استادان عزم خود را جزم کرده‌اند که آموزش عالی را متحول کنند. آن‌ها کاری را آغاز کرده‌اند که علی‌رغم نوپا بودن، رقیبی قدر برای روش‌های آموزش سنتی است.

## رواج دانشگاه‌های آنلاین در جهان
سال هاست که تحصیل در دانشگاه‌های آنلاین بین بسیاری از مردم رواج یافته‌است. تنها در ایالت متحده آمریکا سالانه بالغ بر یک میلیون نفر در حال گرفتن مدارک معتبر تحصیلی خود از این سیستم‌های آموزشی در رشته‌های علوم انسانی و حتی رشته‌های پزشکی و مهندسی هستندپرستاری، فناوری اطلاعات، بازرگانی، حسابداری، مهندسی نرم‌افزار، حقوق جزائی، مدیریت مراکز بهداشتی و درمانی و سایر رشته‌های موجود هستند. تنها تا سال ۲۰۰۷ از هر ۱۰ دانشجوی آمریکایی، یک نفر به‌طور تمام وقت در سیستم‌های آموزشی آنلاین ثبت نام کرد.

## ایران و دانشگاه‌های آنلاین
وزارت علوم ایران، دانشگاه آنلاین را به رسمیت نشناخته است. روش ارزشیابی مدارک دانش آموختگان در ایران با معیارهای دیگر کشورها تا حدودی سازگار نبوده و با اهداف و اساسنامه وزارت علوم نیز مغایرت دارد. درحالی‌که خود دانشگاه‌های معتبر و ممتاز غربی امروزه ضرورتی برای اقامت و حضور دانشجو به صورت مستمر در دانشگاه نمی‌بینند اما هنوز در ایران به‌طور مثال برای دوره دکترا در دانشگاه خارجی لازم است که دانشجو مدرک لازم را برای اقامت سه سال در آن کشور ارائه کند. چنین شرطی برای ارزش گذاری امروزه در هیج کشور دیگری وجود ندارد. این در حالی است که امروزه دوره دکترا به ویژه در علوم انسانی در دانشگاه‌های معتبر جهان صرفاً پژوهشی است و مدت حضور و اقامت دانشجو بستگی به ارزیابی استاد دارد در صورتی‌که واحدهایی پیش نیاز باشد یا دانشجو در زمینه زبان مورد نیاز توانایی لازم نداشته باشد ناچار است که در کلاس‌های حضوری شرکت کند یا مدرکی دال بر ارتقاء توانایی زبان ارائه کند و مورد ارزیابی و تأیید مجدد استاد قرار گیرد. در صورت توانایی بالای دانشجو کافی است فقط هر سال یکبار با حضور در دانشگاه فرم‌های ارزیابی و پیشرفت کار خود را پر و به تأیید استاد یا استادان برساند.
یعنی حضور دانشجو بر اساس ارزیابی استاد می‌تواند فقط به حضور برای تجدید ثبت نام سالانه و ارزیابی پیشرفت کار تقلیل یابدو یا مدت اقامت طولانی‌تر شود.